# Música negra
Música negra, música preta ou black music são termos utilizados para se fazer referência a todo um grupo de gêneros musicais que emergiram ou foram influenciados pela cultura de descendentes africanos em países colonizados por um sistema agrícola baseado na utilização de mão-de-obra escrava (plantation).

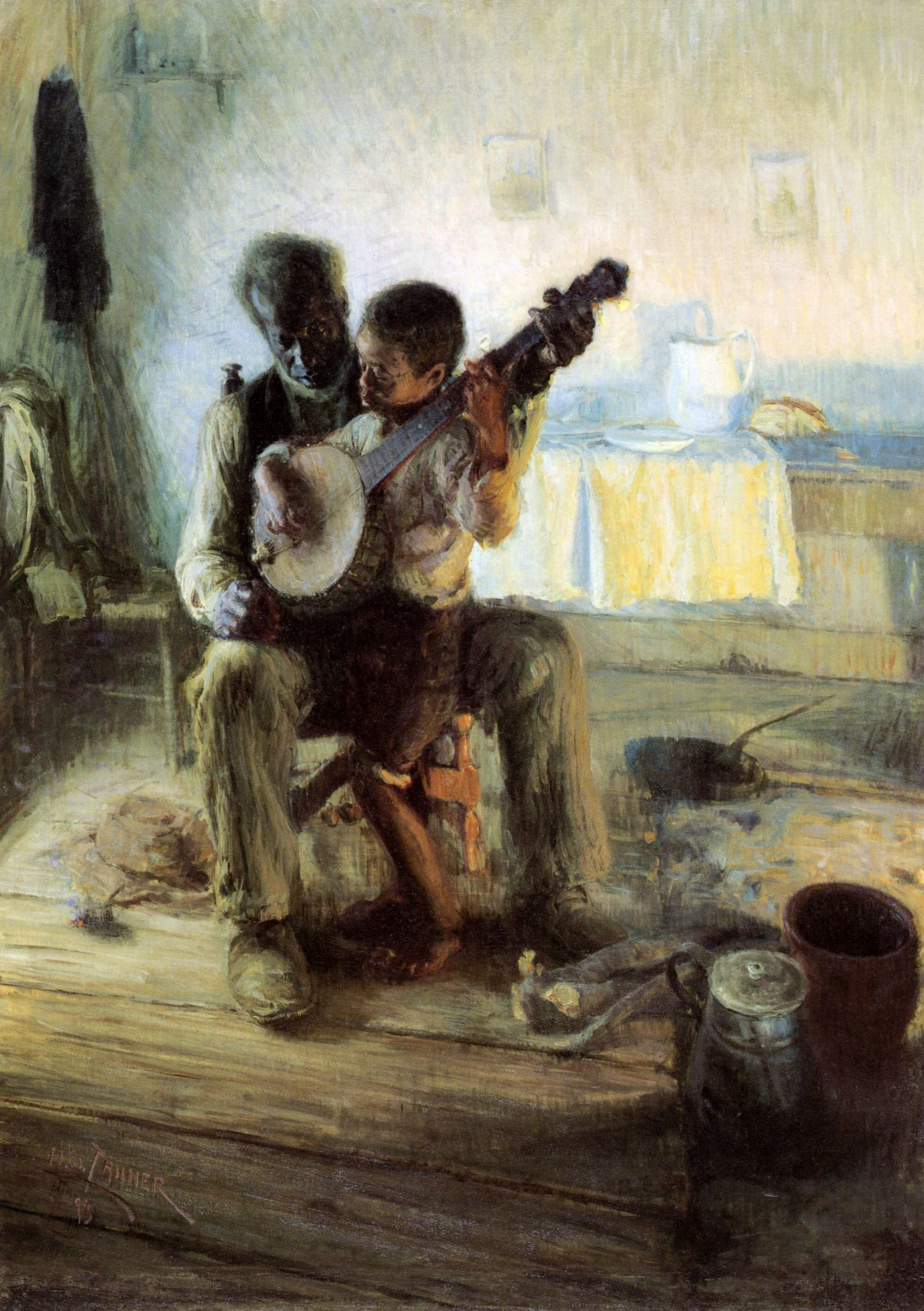
A Aula de Banjo, pintura de Henry Ossawa Tanner, 1893

As músicas africanas foram trazidas pelos escravos para os países americanos, onde se desenvolveram novas técnicas com novos instrumentos, formando variados gêneros musicais que caracterizaram a vida de negros norte-americanos antes da guerra civil americana. Os gêneros principais incluem jazz, blues, rhythm and blues, soul, rock and roll, funk e, mais recentemente, o rap, que é um dos cinco elementos da cultura hip-hop. A música foi usada como uma forma de expressar desejos e necessidades que foram ignoradas devido a climas raciais e políticas adversas. O termo também é usado, às vezes, para abranger qualquer gênero musical com uma grande proporção de artistas negros, ou de uma forma muito estreita para significa urbana ou música "gueto". O uso do termo tem sido criticado como racista por ligar gêneros musicais à cor da pele mas, nos últimos anos, estes gêneros musicais negros têm tido um expressivo número crescente de artistas brancos ganhando notoriedade.
O termo não é de caráter segregativo porque todas as origens podem tanto apreciar a mesma música, mesmo se eles não têm mais nada em comum. É uma questão de gosto e opiniões, e não argumentos intelectuais. Outro fato importante é ela ter raízes visíveis na África. Foi uma maneira que os primeiros escravos podiam expressar-se e comunicar-se quando eles estavam sendo realocados. Em um tempo onde o seu mundo sócio-cultural estava sendo renegado, a música serviu como uma fuga e forma de comunicação / expressão e sutis formas de protesto social para comunidades negras iniciais. A capacidade da música para atuar como um fator de ligação forneceu a cultura negra um forte senso de conectividade.
O termo afropop, usado para música popular da África, também pode ser aplicado para a música de outros continentes.
A Música Negra no Brasil se iniciou no final da década de 60 com os Bailes Black, festas onde tocavam discos de Funk e Soul. Mais tarde, após o auge do movimento soul outros estilos musicais como o Miami Bass, Rap, Reggae, estiveram presentes. Nesse contexto, acontecia a Ditadura Militar, o que impossibilitou as músicas negras brasileiras de terem alta politização, mas não as impediu de serem uma importantíssima afirmação estética e cultural da comunidade negra, além de ter proporcionado uma melhora na autoestima dos membros dessa, por meio da possibilidade que surgia de terem mais voz na sociedade. Nos Bailes Black, que eram frequentados por pessoas de classe média-baixa, havia as Equipes de Som (influenciadas pelos "Sound Systems" surgidos na Jamaica), como a Soul Gran Prix, a Furacão 2000, e a Cash Box. Essas festas que aconteciam principalmente em São Paulo (onde era mais tocado o Rap, resultado do movimento Hip-hop que surgia nesse período) e no Rio de Janeiro (onde era mais explorado o Miami Bass, que era confundido com o Funk e deu origem ao Funk carioca e ao paulista, posteriormente). Nota-se também a existência de Bailes Black em Belo Horizonte, os quais seguiram os mesmos traços da música negra.

## Na África
- Afrobeat
- Afrobeats
- Tribal House
- Kizomba
- Kuduro
- Música popular da África

## Nos Estados Unidos
- Blues
- Rock and roll
- Espiritual negro
- Disco
- Electro
- Funk
- Jazz
- Rap
- Rhythm and blues
- Soul
- Hip Hop
- Afro-punk

## Na Caribe
- Dancehall
- Dub
- Ska
- Soca
- Reggae

## No Brasil
- Axé
- Bossa Nova
- Choro
- Funk Carioca
- Funk Melody
- Ijexá
- Lambada
- Lundu
- Maxixe
- Maracatu
- Pagode
- Samba
- Samba-rock
- Samba-funk
- Samba-reggae

## Representações na mídia

### Cinema
- 1954: Carmen Jones
- 1959: Porgy and Bess
- 1959: Orfeu Negro
- 1961: Paris Blues
- 1972: Lady Sings the Blues
- 1978: The Wiz
- 1980: Os Irmãos Cara-de-Pau
- 1984: Purple Rain
- 1988: Bird
- 1993: What's Love Got to Do with It
- 1998: Os Irmãos Cara-de-Pau 2000
- 1999: Orfeu
- 2003: Tupac: Resurrection
- 2004: Ray
- 2005: Hustle & Flow
- 2006: Dreamgirls - Em Busca de um Sonho
- 2007: Antônia - O Filme
- 2007: Honeydripper - Do Blues ao Rock
- 2008: Cadillac Records

### Teatro
- 1934: Porgy and Bess
- 1940: Cabin in the Sky
- 1943: Carmen Jones
- 1973: Raisin
- 1975: The Wiz
- 1981: Dreamgirls
- 1982: Ain't Misbehavin'
- 1998: Ragtime
- 2005: The Color Purple

### Televisão
- Black Entertainment Television (BET)
- BET J
- BET Hip-Hop
- BET Gospel
- MTV Jams
- VH1 Soul
- Black Music Television (MR1)